# Giải thưởng Hồ Chí Minh đợt III
Ngày 30 tháng 8 năm 2005, Chủ tịch nước Trần Đức Lương đã ký quyết định số 971/2005/QĐ-CTN trao giải thưởng Hồ Chí Minh đợt 3 cho 12 công trình, cụm công trình khoa học công nghệ. Đến ngày 13 tháng 2 năm 2007, Chủ tịch nước Nguyễn Minh Triết mới ký quyết định số 179/2007/QĐ-CTN trao giải đợt 3 cho 5 công trình, cụm công trình văn học nghệ thuật. Trong đợt này các lĩnh vự Kiến trúc, Mỹ thuật, Văn nghệ dân gian, Âm nhạc, Múa, Nhiếp ảnh đều không có giải.
Tính đến đợt 4, Giải thưởng Hồ Chí Minh có bốn trường đặc biệt là 2 cha con cùng được nhận được giải thưởng, đặc biệt có trường hợp gia đình của Thiếu tướng, giáo sư Lê Thế Trung có 3 cha con cùng được nhận giải thưởng:
- Giáo sư Đặng Văn Ngữ (Y - Dược đợt 1) và con trai là đạo diễn Đặng Nhật Minh (Điện ảnh đợt 3);
- Vũ Ngọc Phan (Văn học dân gian - đợt 1) và con trai là giáo sư Vũ Tuyên Hoàng (Khoa học Nông nghiệp - Đợt 2);
- Giáo sư Đào Duy Anh (Khoa học xã hội đợt 2) và con trai là giáo sư Đào Thế Tuấn (Khoa học nông nghiệp đợt 3).
- Thiếu tướng, Thầy thuốc nhân dân Lê Thế Trung cùng con trai trưởng là thiếu tướng, Nhà giáo ưu tú Lê Trung Hải (Y dược đợt 3) và con trai út là đại tá Lê Trung Thắng (Y dược - Đợt 4).

Cũng trong đợt này, Chủ tịch nước đương nhiệm Trần Đức Lương cũng được nhận giải với tư cách là một địa chất, đồng tác giả chương trình.

## Khoa học công nghệ

### Khoa học xã hội (2 giải)
- Thượng tướng, Giáo sư, Nhà giáo Nhân dân Hoàng Minh Thảo với Cụm công trình về nghệ thuật quân sự Việt Nam.
- Giáo sư Đào Văn Tập với công trình Chiến tranh Việt Nam và kinh tế Mỹ.

### Khoa học y - dược (1 giải)
- Nhóm tác giả Cụm công trình ghép tạng:
  - Các giáo sư gồm Nhà giáo Nhân dân Phạm Gia Khánh, Nhà giáo Nhân dân Lê Thế Trung; Phạm Mạnh Hùng, Đỗ Kim Sơn.
  - Các phó giáo sư gồm Nhà giáo Nhân dân Tôn Thất Bách; Trương Văn Việt, Trần Ngọc Sinh, Phạm Như Thế, Nguyễn Thanh Liêm.

### Khoa học tự nhiên (6 giải)
- Nhóm tác giả công trình ATLAS Quốc gia Việt Nam: Giáo sư, Nhà giáo Nhân dân Nguyễn Văn Chiển; Ngô Văn Chính; Nguyễn Văn Sử; Phó Giáo sư Nguyễn Văn Quý; Phó Giáo sư Nguyễn Trần Cầu; Nguyễn Thơ Các; Phó Giáo sư Tôn Thất Chiểu; Giáo sư Trần Đình Gián; Nguyễn Can; Phó Giáo sư Phạm Quang Hạnh; Giáo sư Phan Kế Lộc; Trần Văn Luận; Giáo sư Võ Quý; Giáo sư Văn Tạo; Giáo sư Đặng Ngọc Thanh; Phó Giáo sư Lê Bá Thảo; Giáo sư Nguyễn Ngọc Thuỵ; Giáo sư Đặng Như Toàn; Giáo sư Đặng Nghiêm Vạn; Giáo sư Nguyễn Cẩn; Phó Giáo sư Hà Duyên Châu, Nguyễn Bá Linh; Trịnh Anh Cơ; Trần Việt Anh; Trần Ngọc Bảo; Nguyễn Thanh Bình; Chuyên viên kỹ thuật Nguyễn Thế Hiệp; Mai Thị Nguyệt; Vũ Thị Kim Tâm; Nguyễn Thị Tư; Nguyễn Cẩm Vân; Hoàng Kim Xuyến và các cộng sự.
- Nhóm tác giả: Chủ tịch nước Trần Đức Lương; Nguyễn Xuân Bao; Lê Văn Trảo; Trần Phú Thành và các cộng sự với Cụm công trình Bản đồ địa chất Việt Nam tỷ lệ 1/500.000 và Bản đồ khoáng sản Việt Nam tỷ lệ 1/500.000.
- Nhóm tác giả: Trương Hữu Chí; Đỗ Văn Vũ; Nguyễn Đức Minh; Nguyễn Danh Tiến; Phạm Văn Thanh; Trần Thị Kim Quế; Nguyễn Quý Bình; Trần Anh Quân; Hoàng Việt Hồng; Thạc sĩ Nguyễn Chí Cường; Thạc sĩ Nguyễn Hoài Anh với Cụm công trình Nghiên cứu, thiết kế chế tạo cụm thiết bị cơ - điện tử trong công nghiệp.
- Nhóm tác giả: Phó Giáo sư Đinh Văn Nhã; Phó Giáo sư Đinh Văn Thuận; Đinh Văn Vinh; Thạc sĩ Đinh Văn Hiến; Đinh Thị Lan Anh; Phạm Tuấn Anh, Thạc sĩ Lại Ngọc Anh; Lê Viết Thắng; Nguyễn Hoàng Anh với Cụm công trình Nghiên cứu ứng dụng và phát triển công nghệ cơ khí - tự động hóa trong công nghiệp chế biến nông sản, thực phẩm.
- Nhóm tác giả: Giáo sư Đặng Hùng Võ; Trần Bạch Giang; Giáo sư Phạm Hoàng Lân; Giáo sư Hoàng Ngọc Hà; Trần Nhật Tỉnh; Đào Chí Cường; Ngô Văn Thông; Lê Minh; Vũ Bích Vân với công trình Xây dựng hệ quy chiếu và Hệ tọa độ quốc gia VN-2000 và ứng dụng hệ định vị toàn cầu (GPS) vào đo đạc - bản đồ ở nước ta.
- Nhóm tác giả: Nguyễn Trọng Quyển; Bùi Danh Chiêu; Nguyễn Quán Hồng; Lương Lâm; Nguyễn Cao Đàm; Chu Việt Cường; Vũ Quý Khôi; Nguyễn Bá Thiện; Trần Xuân Nam; Nguyễn Thanh Tâm; Phạm Hoàng Vân; Đào Văn Huệ; Trịnh Minh Thanh; Phan Lưu Long; Nguyễn Cát; Nguyễn Giáo; Nguyễn Quang Hưng; Nguyễn Hữu Phúc; Giáo sư Nguyễn Mạnh Kiểm với Cụm công trình nghiên cứu các giải pháp khoa học công nghệ xây dựng công trình phòng thủ bảo vệ Tổ quốc, giai đoạn 1956 - 1975.

### Khoa học nông nghiệp (3 giải)
- Giáo sư Đào Thế Tuấn với công trình Cơ sở khoa học của sự phát triển nông nghiệp và nông thôn lưu vực sông Hồng.
- Nhóm tác giả: Lê Văn Khôi; Nguyễn Đình Cương; Nguyễn Minh Hải; Lê Thị Liên; Viên Ngọc Nam; Nguyễn Đình Quý; Cử nhân Lê Văn Sinh; Cử nhân Đoàn Văn Thu; Thạc sĩ Lê Đức Tuấn với công trình Khôi phục và phát triển bền vững Hệ sinh thái rừng ngập mặn Cần Giờ.
- Nhóm tác giả: Phó Giáo sư Phạm Văn Quân; Phó Giáo sư Nguyễn Thị Nội; Nguyễn Văn Lãm; Phó Giáo sư Lê Văn Tạo; Nguyễn Ngọc Nhiên; Bác sĩ thú y Hoàng Bùi Tiến; Cù Hữu Phú với công trình Nghiên cứu phát triển và đổi mới công nghệ chế tạo vắc xin vi khuẩn phòng bệnh Đóng dấu, Tụ huyết trùng và Tiêu chảy ở lợn.

## Văn học nghệ thuật

### Văn học (1 giải)
- Nhà thơ Vương Kiều Ân (nữ sĩ Anh Thơ) với tập thơ Bức Tranh Quê (1941), tập hồi ký Từ Bến Sông Thương (2002).

### Sân khấu (1 giải)
- Giáo sư, Nghệ sĩ Nhân dân Nguyễn Đình Quang với tác phẩm, cụm công trình Tuyển tập Đình Quang (4 tập).

### Điện ảnh (3 giải)
- Đạo diễn, Nghệ sĩ Nhân dân Đặng Nhật Minh với phim truyện Thị xã trong tầm tay, Bao giờ cho đến tháng Mười, Hà Nội mùa đông năm 46, Mùa ổi.
- Đạo diễn, Nghệ sĩ Nhân dân Nguyễn Hải Ninh với phim truyện Vĩ tuyến 17 ngày và đêm, Em bé Hà Nội, Mối tình đầu, Người chiến sĩ trẻ và phim tài liệu Thành phố lúc rạng đông.
- Đạo diễn, Nghệ sĩ Nhân dân Bùi Đình Hạc với các phim truyện Nguyễn Văn Trỗi, Đường về quê mẹ và các phim tài liệu Anh Nguyễn Văn Trỗi sống mãi, Hồ Chí Minh - chân dung một con người, Nước về Bắc Hưng Hải, Nguyễn Ái Quốc đến với Lênin, Đường về Tổ Quốc.

### Nghệ thuật quân sự
- Ngày 24.2.2007, Chủ tịch nước đã ban hành Quyết định số 210/2007/QĐ-CTN tặng Giải thưởng Hồ Chí Minh về KH&CN cho công trình: Chiến tranh cách mạng Việt Nam 1945-1975 - Thắng lợi và bài học của Bộ Quốc phòng.

Danh sách tác giả của công trình: Đại tướng Đoàn Khuê; Đại tướng Văn Tiến Dũng; Thượng tướng Trần Văn Quang; Đại tá Hoàng Dũng; TS Lê Bằng; Trung tướng Phạm Quang Cận; PGS-TS Nguyễn Quốc Dũng; Trung tướng Trần Quang Khánh; Đại tá Đỗ Thọ Hồng; Đại tá Đỗ Xuân Huy; Đại tá Nguyễn Văn Minh; Ông Đống Ngạc; GS Nguyễn Văn Phùng; TS Lê Đình Sỹ; GS Ngô Vi Thiện; Thượng tá Bùi Văn Miễn.